# Marumba jankowskii
Marumba jankowskii är en fjärilsart som beskrevs av Charles Oberthür 1881. Marumba jankowskii ingår i släktet Marumba och familjen svärmare. Inga underarter finns listade i Catalogue of Life.